# Amphisternus rufituberus
Amphisternus rufituberus is een keversoort uit de familie zwamkevers (Endomychidae). De wetenschappelijke naam van de soort werd in 2007 gepubliceerd door Wang & Ren.